# Гермер, Петер
Пе́тер Ге́рмер (род. 26 сентября 1949, Баасдорф, Германия) — немецкий борец вольного стиля, бронзовый призёр чемпионатов Европы и мира, участник летних Олимпийских игр 1972 года в Мюнхене.

## Выступление на Олимпиаде
В первом круге олимпийских соревнований по борьбе Гермер проиграл по очкам болгарскому борцу Осману Дуралиеву. Второй круг Гермер пропустил. В третьем круге он победил по очкам представителя Румынии Штефана Штингу. В четвёртой схватке Гермер уступил борцу из Ирана Мослему Эскандар-Филаби и с 7 штрафными очками завершил выступления.